# Jean Duhau

a Compétitions nationales et continentales officielles uniquement.

b Matchs officiels uniquement.
Jean Duhau, né le 1er mai 1906 à Ondres et mort le 22 septembre 1973 à Marseille, est un joueur international français de rugby à XV et international français de rugby à XIII des années 1920 à 1940, devenu entraîneur de rugby à XIII des années 1930 à 1960.
Il se forme au rugby à XV au Boucau stade et dispute le Championnat de France. Vite repéré par le club de la capitale le Stade français, il dispute la finale du Championnat en 1927 avec Georges Daudignon, Pierre Moureu et Richard Majérus. En 1928, il rejoint le S.A. Bordeaux et y joue jusqu'en 1934. Parallèlement, il devient un titulaire au poste de pilier en sélection française entre 1928 et 1933 avec laquelle il dispute trois éditions du Tournoi des Six Nations en 1928, 1930 et 1931 avant l'exclusion du Tournoi de la France en 1932, se contenant alors d'une ultime sélection contre l'Allemagne.
L'arrivée du code de rugby à XIII en France en 1934, portée par Jean Galia, séduit J. Duhau. Il décide d'intégrer la tournée inaugurale de la sélection française de rugby à XIII en Angleterre nommée « Les Pionniers » et prend part à la première rencontre officielle de l'équipe de France en avril 1934. En club, il participe à la naissance du R.C. Roanne où il y revêt le rôle d'entraîneur-joueur. Après trois saisons roannaises, il prend en main en 1937 le club amateur de Cadillac-Preignac puis en 1938 celui de l'A.S. Carcassonne qui vient de rejoindre le rugby à XIII.
Après la Seconde Guerre mondiale, il renoue avec le rugby à XIII et est l'un des personnages centraux du XIII français. Il devient entraîneur et sélectionneur de l'équipe de France, artisan notamment de la tournée victorieuse de 1951 et de la finale de la Coupe du monde en 1954. En club, les succès s'enchaînent avec le R.C. Marseille remportant un titre de Championnat de France en 1949 et trois titres de Coupe de France en 1948, 1949 et 1957, tout comme avec le club de Bordeaux XIII et un nouveau Championnat de France remporté en 1954.

## Biographie
Jean Duhau naît le 1er mai 1906 à Ondres (Landes) . Son père, Jean Duhau (1870-1941), est agriculteur, ouvrier devenu infirmier, et masseur du club de rugby à XV du Boucau stade, et sa mère, Marie Betbeder (1874-1938), ménagère. Il a un frère - Louis (1899-1937) et une sœur - Victorine (1901-1903). Il se marie une première fois le 12 juillet 1937 à Jeanne Pierrette Tissot (1911-1996), en la mairie de Vieux-Boucau-les-Bains, puis une seconde fois 5 octobre 1950 à Yvette Huck (1922-2013), en la mairie de Marseille.

### 1921-1926: formation et débuts au Boucau stade
Né tout près de Boucau, Jean Duhau intègre le club de la ville Boucau stade, surnommé « les forgerons » où il débute en équipe première dès la saison 1921-1922 comme joueur de première ligne avant de passer au fil des rencontres en deuxième et troisième ligne, faisant de lui un avant complet. Il devient petit à petit l'un des joueurs les plus utilisés du club et commence à être cités parmi les meilleurs joueurs à partir de la saison 1924-1925.
Le club Boucalais est un solide club de rugby à XV évoluant dans ces années en Championnat de France sans toutefois parvenir à conserver son effectif sur le long terme, J. Duhau côtoie ainsi de grands joueurs partis au fil des années tels que Jean Etcheberry, Jean-Baptiste Bédère, Georges Daudignon et Jean Castets.

### 1926-1928: recruté au Stade français et finale du Championnat

#### 1926-1927: Finale du Championnat de France

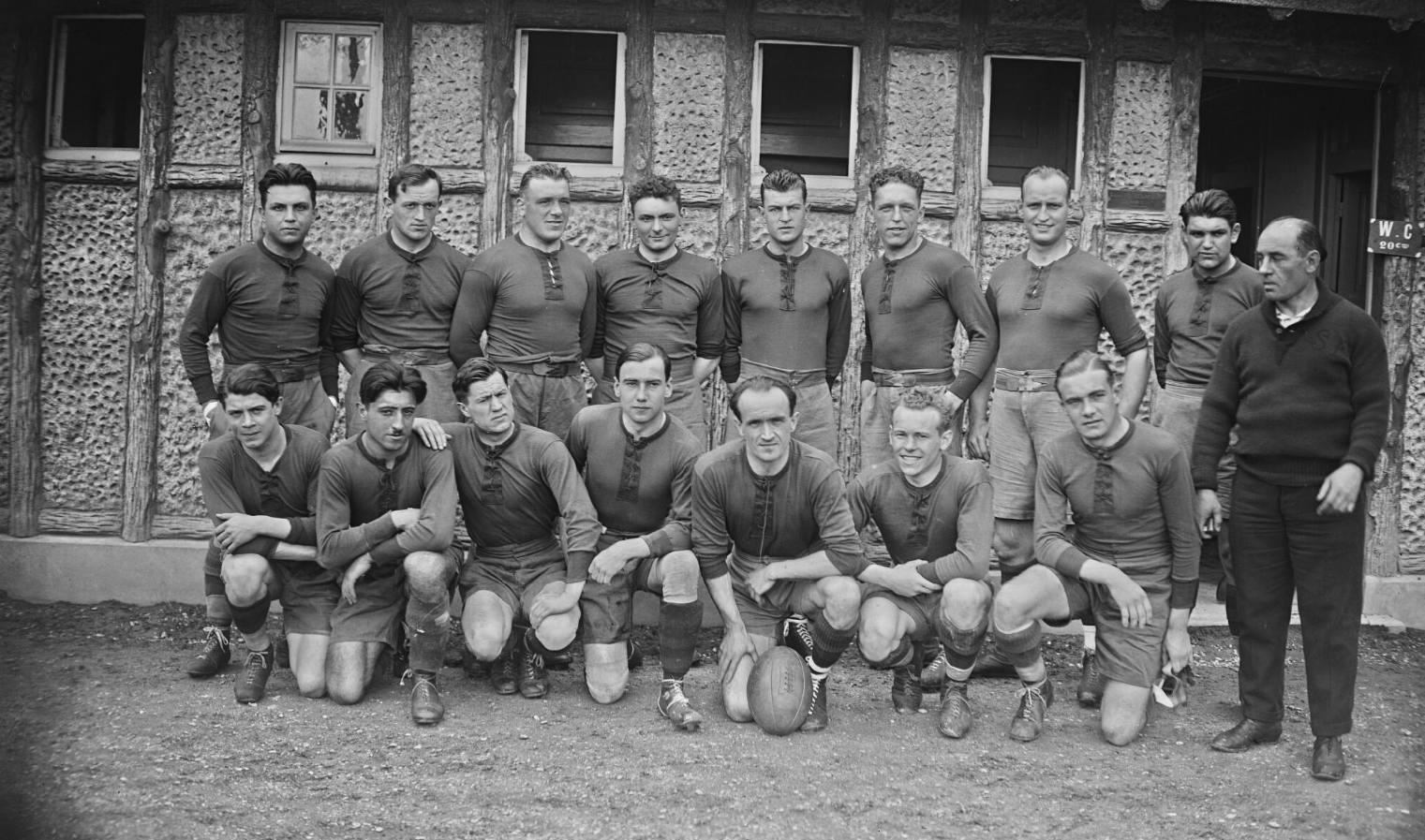
L'équipe du Stade français le 8 mai 1927 - Jean Duhau se situe le deuxième au second rang en partant de la droite.

Lors de la période estivale 1926, Jean Duhau à l'âge de vingt ans est recruté par le club de la capitale le Stade français, travaillant dans la vie civile comme mécanicien-ajusteur du quai de Javel. Ce recrutement est accompagné de celui de l'international Pierre Moureu et laisse présager que le club parisien s'annonce comme l'un des prétendants au titre du Championnat de France. Le Boucau stade perd encore un élément de valeur avec ce départ de J. Duhau, à l'instar de Jean Etcheberry et Jean-Baptiste Bédère les années précédentes. J. Duhau, où l'on loue son intelligence de jeu, est régulièrement aligné dans un poste d'avants et prend une part active dans la première place du club parisien dans la poule D des poules de cinq devant le Stadoceste tarbais et le Stade bordelais. Il est en mars convoqué au sein de l'équipe de l'armée française pour disputer la rencontre contre l'armée britannique où il y fréquente Yves du Manoir, Charles Mathon et Raoul Bonamy. Il dispute la rencontre le 9 avril 1927 avec ses coéquipiers André Verger, Georges Daudignon, Richard Majérus, Moureu et Louis Courtejaire.
Composition du Stade français  :
En Championnat, le Stade français est en lutte avec le F.C. Lézignan, le R.C. Narbonne et le F.C. Grenoble, et doit passer, en raison d'une égalité de points au classement de cette poule de quatre, par des rencontres de barrages contre les deux premiers cités pour se qualifier en demi-finale. Le Stade français s'y impose 10-8 contre le R.C. Narbonne puis 11-5 contre le F.C. Lézignan. En demi-finale, le club écarte la Section paloise 12-0 avant d'affronter le tenant du titre, le Stade toulousain, le 29 mai 1927 au Stade des Ponts Jumeaux de Toulouse. Incertain pour la finale en raison d'une blessure au pied, J. Duhau est finalement aligné avec P. Moureu également blessé. A égalité 5-5 à la mi-temps, le Stade français finit par s'incliner 19-9 après avoir mené à dix minutes de la fin 9-5.

#### 1927-1928: Première sélection en équipe de France au Tournoi des V Nations
Composition de l'équipe de France :
La seconde saison parisienne reste dans les mêmes ambitions de se positionner pour le titre de Championnat où J. Duhau se révèle comme l'un de ses meilleurs éléments. Très complet, ses qualités convainquent les sélectionneurs de l'équipe de France de l'insérer dans leur liste de potentiels sélectionnées dans l'optique du Tournoi des Cinq Nations 1928. A l'essai lors du match de sélection Paris-Province organisée fin décembre à Cognac, son entente au sein de la sélection parisienne avec son coéquipier G. Daudignon et ses charges fougueuses sont remarquées.
La première rencontre du Tournoi est une réception de l'Écosse. J. Duhau, longtemps en balance, est finalement non-sélectionné. La France perd 15-6. Il est finalement sélectionné lors de la deuxième rencontre du XV de France face à l'Irlande, remplaçant numériquement Jean Morère non disponible. Dans cette rencontre internationale, J. Duhau dispute ainsi sa première rencontre internationale aux côtés des dénommés Jean Galia et Raoul Bonamy, et de son coéquipier parisien André Verger. Disputé à Belfast, l'Irlande bat la France 12-8, J. Duhau bien que désigné comme pilier change de poste en cours de match pour finir au poste de troisième ligne. Battus deux fois lors de ses deux premiers matchs du Tournoi, le comité de sélections continuent de poursuivre les essais. Pour la rencontre contre l'Angleterre fin février, J. Duhau effectue le voyage à Twickhenham mais reste remplaçant et ne comptera pas de deuxième sélection cette saison-là.
En Championnat de France avec le Stade français, J. Duhau prend une part active dans le rendement de l'équipe parisienne qui s'extirpe de sa poule de cinq en terminant deuxième derrière les Arlequins Perpignan et en devançant l'U.S. Dax, le S.U. Agen et le F.C. Grenoble. Le club parisien se qualifie pour la poule de quatre dont le premier de chaque poule se qualifie pour les demi-finales. A la lutte avec la Section paloise, c'est finalement ce dernier qui termine premier de cette poule devant le Stade français, l'U.S. Perpignan et le F.C. Lyon, éliminant ainsi le club parisien du Championnat. Le titre est finalement remporté par la Section paloise.

### 1928-1934: période au S.A. Bordeaux et avant titulaire de l'équipe de France

#### 1928-1929: Départ de Paris pour le S.A. Bordeaux
En période estival de l'année 1928 après deux saisons parisiennes l'ayant vu disputé une finale de Championnat de France puis de connaître sa première sélection en équipe de France, Jean Duhau décide de quitter la capitale pour rejoindre le S.A. Bordeaux où joue Raoul Bonamy,. Cette première saison voit son équipe bordelaise se qualifier pour les poules de trois mais est éliminé par l'A.S. Béziers pour la qualification en quarts-de-finale.

#### 1929-1930: Capitaine du S.A. Bordeaux et retour en équipe de France
Composition de l'équipe de France :
Lors de la seconde saison, le club lui confie le rôle de capitaine du S.A. Bordelais et au fil de la saison s'annonce comme l'un des prétendants au titre. Absent des papiers du comité de sélection de l'équipe de France, son nom y réapparaît en automne 1929 et J. Duhau brille dans une rencontre opposant l'équipe de Paris et la Côte d'Argent en novembre 1929. Les rencontres de sélections confirment cette tendance, et J. Duhau redevient un potentiel titulaire chez les avants dans l'optique du Tournoi des V Nations de 1930. Ne possédant par de talonneur de métier, l'équipe de France s'appuie donc sur des piliers tels J. Duhau à ce poste. Absent lors de la première rencontre du Tournoi, il connaît sa seconde sélection lors de la deuxième rencontre face à l'Irlande, au poste de talonneur, fin janvier 1930 prenant la place de Piquemal jugé en méforme. Contenant avec succès les assauts irlandais, la France s'impose 5-0 grâce à un essai de Robert Samatan.
Pour la rencontre face à l'Angleterre, J. Duhau cède sa place à l'habituel titulaire au poste de talonneur Charles Bigot et voit la France être battue 11-5 puis 11-0 par le pays de Galles. Entre-temps, J. Duhau connaît une troisième sélection lors d'une opposition face à l'Allemagne le 6 avril 1930 remportée 31-0.
En Championnat de France, le S.A. Bordeaux s'extirpe de la poule de cinq, puis celle de la poule de 3, cette dernière devant l'A.S. Béziers et l'U.S. Perpignan. Qualifié pour les quarts de finale, le S.A. Bordeaux s'incline après prolongations face à l'U.S. Quillan de Jean Galia 10-5 à Toulouse.

#### 1930-1931: Titulaire en équipe de France
Le bon début de saison du S.A. Bordeaux permet à Jean Duhau de performer et de rester dans les potentiels sélectionnés en équipe de France. Présents aux rencontres de sélection, il regagne la confiance du comité de sélection et débute le Tournoi des V Nations 1931 en position de titulaire au poste de pilier.
Composition de l'équipe de France :
Il compose avec Maurice Porra et Joseph Choy la première ligne des avants pour affronter lors du premier match du Tournoi l'Irlande au Stade Yves-du-Manoir à Colombes. La France débute par une victoire ce Tournoi en disposant 3-0 de l'Irlande par un essai de F. Ribère. Au second match contre l'Écosse fin janvier, seul J. Duhau reste titulaire en raison de l'exclusion de M. Porra du fait qu'il joue toujours dans un club dissident de la Fédération et de la blessure de J. Choy. Il a alors pour partenaires de première ligne le talonneur Robert Scohy et le pilier Antoine Duclos. Dans une rencontre pauvre, les Écossais s'imposent 6-3. Dans la troisième rencontre contre le pays de Galles, J. Duhau reste titulaire en tant que piler avec R. Scohy au talonnage et Marius Rodrigo comme pilier. Surclassée, la France perd 35-3 sous des bourrasques de neige, sa plus lourde défaite depuis la Première Guerre mondiale. Cette rencontre marque une vraie alerte au sein d'un rugby à XV français dans la tourmente et la scission de douze clubs du Championnat de France pour créer un Championnat parallèle. Il ne dispute pas l'ultime rencontre du Tournoi contre l'Angleterre.
En Championnat, malgré un bon début de saison, le S.A. Bordeaux est rapidement éliminé de la course au titre en étant devancé dans sa poule de cinq par le S.U. Agen, l'U.S. Dax et le R.C. Narbonne, restant ainsi loin de ses ambitions affichées.

#### 1931-1933: Un S.A. Bordeaux au premier plan mais une équipe de France exclue du Tournoi

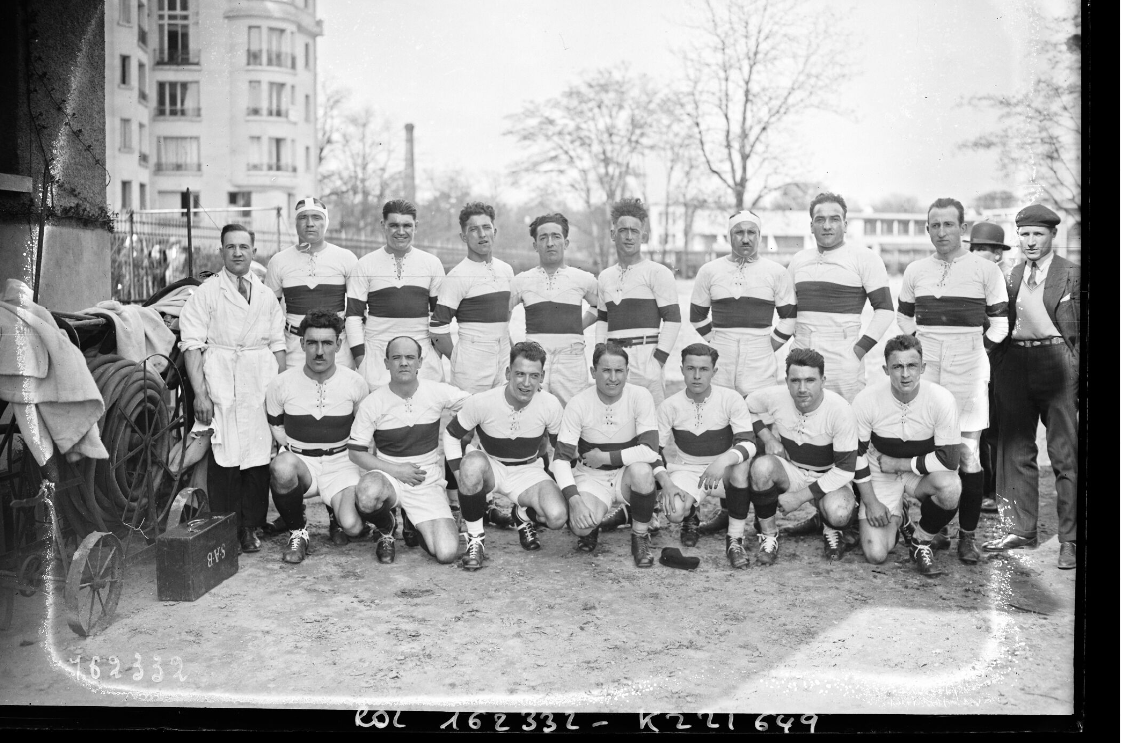
Le S.A. Bordeaux an avril 1932, Jean Duhau est troisième debout en partant de la gauche.

La saison 1931-1932 permet au S.A. Bordeaux de revenir au premier plan. Auteur de performances régulières, le club bordelais devance en poule de cinq le Stade nayais, le Stade Pézenas, le NA.C. Roanne et l'U.S. Fumel. En poule de trois, il devance alors le S.U. Agen et le club parisien du Racing C.F.. Le club dispute ainsi les quarts-de-finale. Opposé au Lyon O.U. de Roger Claudel au stade Jean Bouin de Paris, il est balayé 28-0 par ce futur champion de France.
L'équipe de France voit cette saison-là son exclusion du Tournoi des Cinq Nations, ne permettant pas à J. Duhau de le disputer. Seuls des matchs amicaux sont organisés et une unique rencontre officielle annuelle a lieu contre l'Allemagne au printemps. Celle-ci se déroule à Francfort le 17 avril 1932 à laquelle ne prend pas part J. Duhau.
Composition de l'équipe de France :
Lors de la saison 1932-1933, les clubs dissidents de la F.F.R. reviennent dans le Championnat de France. Le S.A. Bordelais est cette fois-ci rapidement mis hors course en étant devancé par l'Aviron bayonnais. Malgré des performances du club moins bonnes que précédemment, toutefois Jean Duhau parvient à s'y montrer comme l'un des plus brillants avant français. Sans Tournoi, la France dispute une rencontre amicale contre l'Allemagne au Parc des Princes le 26 mars 1933. Vainqueur 38-17, J. Duhau est le grand bonhomme du match en inscrivant un essai, quatre transformations et une pénalité.

#### 1933-1934: Ultime saison au S.A. Bordeaux qui n'ira pas à son terme
En cette saison 1933-1934, Jean Duhau est un temps annoncé partant du S.A. Bordeaux pour rejoindre le club de Coutras avant de revenir sur e choix et regagne le club bordelais. Il rempile ainsi pour le club bordelais qu'il quitte au cours de la saison pour rejoindre le rugby à XIII nouvellement importé en France par Jean Galia.

### 1934: fin du chapitre rugby à XV et Pionnier du rugby à XIII en France

#### Départ inattendue au rugby à XIII en mars 1934

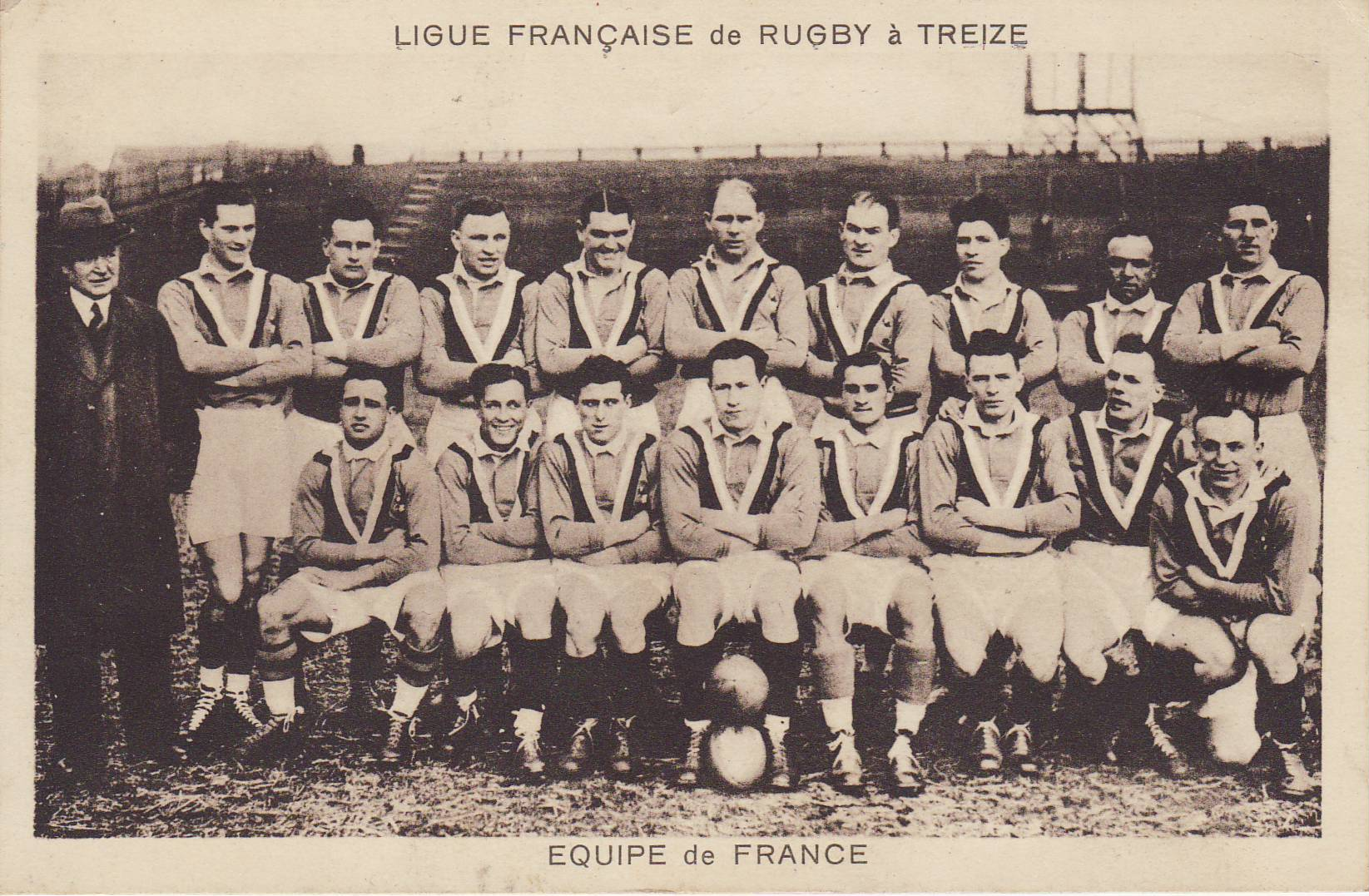
Les Pionniers, première manifestation française du rugby à XIII.

En mars 1934, le banni de la Fédération française de rugby à XV, Jean Galia, décide de monter la première équipe de rugby à XIII en France en lien avec la Fédération anglaise de rugby à XIII et d'y effectuer une tournée. Dans cette entreprise, il contacte de nombreux joueurs bannis ou en délicatesse avec le système du rugby à XV en raison de l'amateurisme marron. J. Duhau connaît parfaitement les rouages de l'amateurisme marron, lui-même étant payé pour ses prestations sous le maillot du S.A. Bordeaux en plus d'un situation professionnelle offerte comme employé aux Hospices civils de Bordeaux récemment,. Il est l'un des premiers à s'engager auprès de J. Galia et prend part ainsi à la tournée de cette sélection française nommée « Les Pionniers ». Ses premières impressions dans ce nouveau code de rugby l'impressionnent et il déplore que les joueurs français dont il fait partie comparé à ses homologues anglais « manquent de souffle et de vitesse » avouant un scepticisme dans la réussite de cette tournée, en effet peu ont la capacité de « courir » 80 minutes durant une rencontre de rugby à XIII comparé au rugby à XV au temps de jeu effectif bien plus réduit.

#### Tournée des Pionniers et début en rugby à XIII
Composition de l'équipe de France :
Du 10 au 26 mars 1934, cette sélection française, nommée « Les Pionniers », et emmenée par Jean Galia, effectue une tournée en Angleterre pour y disputer six rencontres contre des équipes anglaises devant un public compris entre 6 000 et 11 000 spectateurs. Cet évènement donne le coup d'envoi de l'intégration du rugby à XIII en France à laquelle prend donc part J.Duhau où rapidement il apparaît comme l'une des pièces maîtresses à son poste d'avants aux côtés de J. Galia et d'Henri Dechavanne, et l'un des joueurs les plus remarqués.
Au retour de cette tournée, la première rencontre officielle de l'équipe de France de rugby à XIII opposée à l'Angleterre est organisée le 15 avril 1934 au stade Buffalo. À la vue de ses prestations lors de cette tournée, le sélectionneur-capitaine J. Galia incorpore J. Duhau dans la composition de l'équipe. Pour cette première rencontre officielle de l'équipe de France de rugby à XIII, cinq joueurs avaient été auparavant internationaux français de rugby à XV : J. Galia, J. Duhau, Robert Samatan, Charles Petit et Antonin Barbazanges. Cette rencontre de rugby à XIII conquiert le public et la presse, venus nombreux avec environ 20 000 spectateurs. Au cours de cette partie perdue 32-21, J. Duhau marque deux essais et inscrits trois transformations pour un total de 12 points marqués et est considéré comme le meilleur joueur français de ce match. Il prend part ensuite aux matchs dits « de propagande » à travers la France.
En championnat de France, le R.C. Roanne termine la saison à la quatrième place au classement général derrière le trio S.A. Villeneuve-Bordeaux XIII-U.S. Lyon-Villeurbanne. EN Coupe de France, le club dispute le quart-de-finale contre l'U.S. Lyon-Villeurbanne, mais mené 13-0 à la mi-temps les Roannais refusent de disputer la seconde période en raison de griefs contre l'arbitrage.

#### 1934-1937: Entraîneur-joueur du R.C. Roanne

##### 1934-1935: Jean Duhau désigné capitaine et entraîneur du R.C. Roanne, également titulaire en équipe de France
À la rentrée 1934, Jean Galia lance le Championnat de France de rugby à XIII, et Jean Duhau quitte sa ville de Bordeaux pour signer pour le club ligérien le R.C. Roanne, qui comprend entre autres en son sein les ex-internationaux de rugby à XV Charles Petit, Joseph Carrère. Le club du R.C. Roanne est fondé par M. Place aidé par l'international C. Petit. Ce dernier parvient à recueillir de nombreuses adhésions de joueurs de rugby à XV de premier plan tels Jean Rolland, J. Duhau, André Hiriart et Henri Dechavanne. J. Duhau prend le capitanat de l'équipe roannaise en cours de saison.
Composition de l'équipe de France :
Parallèlement, en lien avec les Anglais et les Gallois, la création d'une nouvelle compétition entre la France, le pays de Galles et l'Angleterre, nommée Coupe d'Europe des nations, est décidée. La France est ainsi appelée à affronter le pays de Galles le 1er janvier 1935 à Bordeaux. Pour cela, un match de sélection entre trente joueurs est organisé à Perpignan pour déterminer les joueurs sélectionnés. J. Duhau est donc aligné dans le XIII de France en y étant l'unique Roannais. Cette rencontre est un réel succès, jouée devant près de 18 000 spectateurs et quelques personnalités telles que le député-maire de Bordeaux Adrien Marquet. La France surprend son adversaire, J. Duhau y marquant le premier essai de la partie, et enregistre la première victoire de son histoire, avec un score de 18-11.
La seconde rencontre française dans cette Coupe d'Europe se déroule le 28 mars 1935 contre l'Angleterre. J. Duhau y connaît ainsi sa troisième sélection. Aux côtés d'André Rousse et du talonneur Maurice Porra, il compose la première ligne d'avants pour cette rencontre. La défense française, sollicitée toute la rencontre, offre le match nul 15-15 devant une assistance de plus de 20 000 spectateurs. L'Angleterre remporte la Coupe d'Europe mais la France démontre sa réussite à avoir constitué une équipe de rugby à XIII de rang international en moins d'une année.

##### 1935-1936: Accident d'automobile mettant un terme à sa carrière internationale mais résultats roannais en hausse
Pour la saison 1935-1936, le R.C. Roanne se positionne comme un sérieux prétendant aux titres nationaux, comptant sur les arrivées d'Eugène Chaud, des Britanniques Jones et Pearce et du Montluçonnais Huc. Toutefois, de nombreuses blessures sont à déplorer. Jean Duhau est quant à lui victime d'un accident d'automobile le contraignant dans un premier temps à rester alité à l’hôpital puis à être éloigné du terrain pendant plusieurs mois. Cela a de grandes conséquences sur sa carrière internationale car il ne connaîtra plus alors de nouvelles sélections.

### Jean Duhau pendant la Seconde Guerre mondiale
L'entrée en guerre de la France stoppe de nombreuses compétitions et les joueurs sont pour beaucoup réquisitionnés. J. Duhau s'engage ainsi dans l'armée sur le front de l'Est et se retrouve un temps prisonnier.

### 1945: J. Duhau devient l'une des têtes de proue du rugby à XIII d'après-guerre

#### 1945-1946: retour au rugby à XIII au R.C. Roanne et nouveau sélectionneur de l'équipe de France
Il revient après la guerre dans le rugby à XIII et exerce désormais uniquement en tant qu'entraîneur. Le R.C. Roanne, présidé toujours par Claude Devernois, ressuscite et réintègre le Championnat de France remis en place. J. Duhau est nommé entraîneur et permet au club roannais de rapidement occuper le haut du tableau. Le club atteint les demi-finales de la Coupe de France, perdue 8-7 contre le XIII Catalan, ainsi que les demi-finales du Championnat de France, éliminée cette fois-ci par le futur vainqueur l'A.S. Carcassonne 15-3. J.Duhau, qui effectue quelques rencontres durant la saison pour pallier certaines absences, a sous la main d'anciens joueurs d'avant guerre (Henri Gibert, Pierre Taillantou, Robert Dauger, Vincent Martimpé-Gallart) et de jeunes talents prometteurs venus et formés du rugby à XV (Élie Brousse, Joseph Crespo, Gaston Comes, Henri Riu, Jean Barreteau et Robert Joly).
Son aura d'avant guerre, international dans les deux codes de rugby, sa réussite en tant qu'entraîneur-joueur d'avant guerre en rugby à XIII d'abord au R.C. Roanne puis lors de l'arrivée de l'A.S. Carcassonne dans son changement de code en 1938, puis son retour au R.C. Roanne en cette saison 1945-1946 font de lui le choix de la fédération française de rugby à XIII pour prendre le poste de sélectionneur et entraîneur de l'équipe de France, poste dont il sera longtemps titulaire jusqu'en 1960. Il prend part à la mise en place de cette saison la sélection française dans le cadre de la Coupe d'Europe des nations 1946 après la défaite de la sélection contre l'Angleterre en février 1946. Il est nommé au lendemain de cette défaite et inaugure son poste par une victoire contre le pays de Galles 19-7 en mars 1946.

#### 1946-1950: J. Duhau est un entraîneur à succès du R.C. Marseille

##### 1946-1947: les débuts du R.C. Marseille en Championnat
Lors de la saison 1946-1947, un nouveau club de rugby à XIII est créé : le R.C. Marseille, soutenu par Paul Ricard. J. Duhau est nommé entraîneur et a carte blanche pour monter cette équipe, avec une majorité de Basques. La première saison, le club recrute André Béraud, Jean Dop, Pierre Etchart, André Hatchondo, Ulysse Négrier ou encore Henri Sorondo. Le XIII titulaire est de grande qualité mais le club manque de profondeur de banc et les absences des uns et des autres au cours de la saison amènent des résultats irréguliers. Le club termine à une modeste huitième place en Championnat et est éliminé par le SO Avignon en Coupe de France pour sa première saison.
Après la Seconde Guerre mondiale, il entraîne les deux clubs suivants : Bordeaux XIII et Marseille XIII.
Puis il devient co-entraineur du XIII de France de 1951 à 1955 et donc de la première équipe française de sport collectif (XIII de France) qui fit en 1951 une tournée triomphale de deux mois et demi aux antipodes.
On le considère alors comme un « entraineur de haute lignée » associant à  « sa compétence technique » « l'art subtil et rare du maniement des hommes ».

### Après-carrière
Il meurt le 22 septembre 1973 à Marseille des suites d'une longue maladie à l’hôpital de Marseille à l'âge de 67 ans,. Il est inhumé au cimetière de Tarnos, sa localité d'origine.

## Palmarès

### Rugby à XV
- Collectif : 
  - Finaliste du Championnat de France : 1927 (Stade français).

#### Détails en sélection
| Matchs internationaux de Jean Duhau | Matchs internationaux de Jean Duhau | Matchs internationaux de Jean Duhau | Matchs internationaux de Jean Duhau | Matchs internationaux de Jean Duhau | Matchs internationaux de Jean Duhau | Matchs internationaux de Jean Duhau | Matchs internationaux de Jean Duhau | Matchs internationaux de Jean Duhau | Matchs internationaux de Jean Duhau | Matchs internationaux de Jean Duhau | Matchs internationaux de Jean Duhau |
|                                     | Date                                | Adversaire                          | Résultat                            | Compétition                         | Poste                               | Points                              | Essais                              | Pen.                                | Drops                               |                                     |                                     |
| ----------------------------------- | ----------------------------------- | ----------------------------------- | ----------------------------------- | ----------------------------------- | ----------------------------------- | ----------------------------------- | ----------------------------------- | ----------------------------------- | ----------------------------------- | ----------------------------------- | ----------------------------------- |
| sous les couleurs de la France      |                                     |                                     |                                     |                                     |                                     |                                     |                                     |                                     |                                     |                                     |                                     |
| 1.                                  | 28 janvier 1928                     | Irlande                             | 8-12                                | Cinq Nations                        | Pilier                              | -                                   | -                                   | -                                   | -                                   |                                     |                                     |
| 2.                                  | 25 janvier 1930                     | Irlande                             | 5-0                                 | Cinq Nations                        | Talonneur                           | -                                   | -                                   | -                                   | -                                   |                                     |                                     |
| 3.                                  | 6 avril 1930                        | Allemagne                           | 31-0                                | Test-match                          | Troisième ligne aile                | -                                   | -                                   | -                                   | -                                   |                                     |                                     |
| 4.                                  | 1er janvier 1931                    | Irlande                             | 3-0                                 | Cinq Nations                        | Pilier                              | -                                   | -                                   | -                                   | -                                   |                                     |                                     |
| 5.                                  | 24 janvier 1931                     | Écosse                              | 4-6                                 | Cinq Nations                        | Pilier                              | -                                   | -                                   | -                                   | -                                   |                                     |                                     |
| 6.                                  | 28 février 1931                     | Pays de Galles                      | 3-35                                | Cinq Nations                        | Pilier                              | -                                   | -                                   | -                                   | -                                   |                                     |                                     |
| 7.                                  | 26 mars 1933                        | Allemagne                           | 38-17                               | Test-match                          | Troisième ligne aile                | 13                                  | 1                                   | 5                                   | -                                   |                                     |                                     |

#### Statistiques en club
| Saison  | Saison                                 | Championnat                            | Championnat                            | Coupe                                  | Coupe                                  | Sélection | Sélection | Sélection | Sélection | Sélection | Sélection | Sélection |
| Saison  | Saison                                 | Comp.                                  | Class.                                 | Comp.                                  | Class.                                 | Comp.     | M         | Pts       | Ess.      | Buts      | Dp.       |           |
| ------- | -------------------------------------- | -------------------------------------- | -------------------------------------- | -------------------------------------- | -------------------------------------- | --------- | --------- | --------- | --------- | --------- | --------- | --------- |
| 1921-22 | Boucau stade                           | Championnat de France                  | Poule de trois                         |                                        |                                        |           |           |           |           |           |           |           |
| 1922-23 | Boucau stade                           | Championnat de France                  | Poule de cinq                          |                                        |                                        |           |           |           |           |           |           |           |
| 1923-24 | Boucau stade                           | Championnat de France                  |                                        |                                        |                                        |           |           |           |           |           |           |           |
| 1924-25 | Boucau stade                           | Championnat de France                  | Poule de cinq                          |                                        |                                        |           |           |           |           |           |           |           |
| 1925-26 | Boucau stade                           | Championnat de France                  | Poule de trois                         |                                        |                                        |           |           |           |           |           |           |           |
| 1926-27 | Stade français                         | Championnat de France                  | Finaliste                              |                                        |                                        |           |           |           |           |           |           |           |
| 1927-28 | Stade français                         | Championnat de France                  | Poule de quatre                        |                                        |                                        | CN        | 1         | 0         | 0         | 0         | 0         |           |
| 1928-29 | S.A. Bordeaux                          | Championnat de France                  | Poule de trois                         |                                        |                                        |           |           |           |           |           |           |           |
| 1929-30 | S.A. Bordeaux                          | Championnat de France                  | 1/4 finale                             |                                        |                                        | CN        | 2         | 0         | 0         | 0         | 0         |           |
| 1930-31 | S.A. Bordeaux                          | Championnat de France                  | Poule de cinq                          |                                        |                                        | CN        | 3         | 0         | 0         | 0         | 0         |           |
| 1931-32 | S.A. Bordeaux                          | Championnat de France                  | 1/4 finale                             | Challenge Yves du Manoir               | 6e                                     |           |           |           |           |           |           |           |
| 1932-33 | S.A. Bordeaux                          | Championnat de France                  | Poule de neuf                          | Challenge Yves du Manoir               | 7e                                     |           | 1         | 0         | 0         | 0         | 0         |           |
| 1933-34 | S.A. Bordeaux                          | Championnat de France                  | Poule de neuf                          | Challenge Yves du Manoir               | 10e                                    |           |           |           |           |           |           |           |
| 1934    | Passage au rugby à XIII au R.C. Roanne | Passage au rugby à XIII au R.C. Roanne | Passage au rugby à XIII au R.C. Roanne | Passage au rugby à XIII au R.C. Roanne | Passage au rugby à XIII au R.C. Roanne |           |           |           |           |           |           |           |

### Rugby à XIII

#### En tant que joueur

##### Détails en sélection
| Matchs internationaux de Jean Duhau | Matchs internationaux de Jean Duhau | Matchs internationaux de Jean Duhau | Matchs internationaux de Jean Duhau | Matchs internationaux de Jean Duhau | Matchs internationaux de Jean Duhau | Matchs internationaux de Jean Duhau | Matchs internationaux de Jean Duhau | Matchs internationaux de Jean Duhau | Matchs internationaux de Jean Duhau | Matchs internationaux de Jean Duhau | Matchs internationaux de Jean Duhau |
|                                     | Date                                | Adversaire                          | Résultat                            | Compétition                         | Poste                               | Points                              | Essais                              | Pen.                                | Drops                               |                                     |                                     |
| ----------------------------------- | ----------------------------------- | ----------------------------------- | ----------------------------------- | ----------------------------------- | ----------------------------------- | ----------------------------------- | ----------------------------------- | ----------------------------------- | ----------------------------------- | ----------------------------------- | ----------------------------------- |
| sous les couleurs de la France      |                                     |                                     |                                     |                                     |                                     |                                     |                                     |                                     |                                     |                                     |                                     |
| 1.                                  | 15 avril 1934                       | Angleterre                          | 21-32                               | Test-match                          | Pilier                              | 12                                  | 2                                   | 3                                   | -                                   |                                     |                                     |
| 2.                                  | 1er janvier 1935                    | Pays de Galles                      | 18-11                               | Coupe d'Europe                      | Deuxième ligne                      | 3                                   | 1                                   | -                                   | -                                   |                                     |                                     |
| 3.                                  | 28 mars 1935                        | Angleterre                          | 15-15                               | Coupe d'Europe                      | Deuxième ligne                      | -                                   | -                                   | -                                   | -                                   |                                     |                                     |

##### Statistiques en club
| Saison    | Saison                       | Championnat                   | Championnat                  | Coupe                        | Coupe                        | Sélection                    | Sélection                    | Sélection                    | Sélection                    | Sélection                    | Sélection                    | Sélection |
| Saison    | Saison                       | Comp.                         | Class.                       | Comp.                        | Class.                       | Comp.                        | M                            | Pts                          | Ess.                         | Buts                         | Dp.                          |           |
| --------- | ---------------------------- | ----------------------------- | ---------------------------- | ---------------------------- | ---------------------------- | ---------------------------- | ---------------------------- | ---------------------------- | ---------------------------- | ---------------------------- | ---------------------------- | --------- |
| 1934-35   | RC Roanne                    | Championnat de France         | 4e                           | Coupe de France              | 1/4 finale                   | CE                           | 3                            | 15                           | 3                            | 3                            | 0                            |           |
| 1935-36   | RC Roanne                    | Championnat de France         | 1/2 finale                   | Coupe de France              | 1/2 finale                   |                              |                              |                              |                              |                              |                              |           |
| 1936-37   | RC Roanne                    | Championnat de France         | 1/2 finale                   | Coupe de France              | 1/4 finale                   |                              |                              |                              |                              |                              |                              |           |
| 1937-38   | Cadillac-Preignac            | Championnat de France 2e div. |                              |                              |                              |                              |                              |                              |                              |                              |                              |           |
| 1938-39   | AS Carcassonne               | Championnat de France         | 1/2 finale                   | Coupe de France              | 1/4 finale                   |                              |                              |                              |                              |                              |                              |           |
| 1940-1945 | Interdiction du rugby à XIII | Interdiction du rugby à XIII  | Interdiction du rugby à XIII | Interdiction du rugby à XIII | Interdiction du rugby à XIII | Interdiction du rugby à XIII | Interdiction du rugby à XIII | Interdiction du rugby à XIII | Interdiction du rugby à XIII | Interdiction du rugby à XIII | Interdiction du rugby à XIII |           |
| 1945-46   | RC Roanne                    | Championnat de France         | 1/2 finale                   | Coupe de France              | 1/2 finale                   |                              |                              |                              |                              |                              |                              |           |

#### En tant qu'entraîneur
- Collectif : 
  - Vainqueur du Championnat de France : 1949 (Marseille) et 1954 (Bordeaux).
  - Vainqueur de la Coupe de France : 1948 , 1949 et 1957 (Marseille).
  - Finaliste du Championnat de France : 1950 et 1952 (Marseille).
  - Finaliste de la Coupe de France : 1956 (Bordeaux).

##### Statistiques en club
| Saison    | Saison                       | Championnat                   | Championnat                  | Coupe                        | Coupe                        |                              |
| Saison    | Saison                       | Comp.                         | Class.                       | Comp.                        | Class.                       |                              |
| --------- | ---------------------------- | ----------------------------- | ---------------------------- | ---------------------------- | ---------------------------- | ---------------------------- |
| 1934-35   | RC Roanne                    | Championnat de France         | 4e                           | Coupe de France              | 1/4 finale                   |                              |
| 1935-36   | RC Roanne                    | Championnat de France         | 1/2 finale                   | Coupe de France              | 1/2 finale                   |                              |
| 1936-37   | RC Roanne                    | Championnat de France         | 1/2 finale                   | Coupe de France              | 1/4 finale                   |                              |
| 1937-38   | Cadillac-Preignac            | Championnat de France 2e div. |                              |                              |                              |                              |
| 1938-39   | AS Carcassonne               | Championnat de France         | 1/2 finale                   | Coupe de France              | 1/4 finale                   |                              |
| 1940-1945 | Interdiction du rugby à XIII | Interdiction du rugby à XIII  | Interdiction du rugby à XIII | Interdiction du rugby à XIII | Interdiction du rugby à XIII | Interdiction du rugby à XIII |
| 1945-1946 | RC Roanne                    | Championnat de France         | 1/2 finale                   | Coupe de France              | 1/2 finale                   |                              |
| 1946-1947 | RC Marseille                 | Championnat de France         | 8e                           | Coupe de France              | 1/4 finale                   |                              |
| 1947-1948 | RC Marseille                 | Championnat de France         | 1/2 finale                   | Coupe de France              | Vainqueur                    |                              |
| 1948-1949 | RC Marseille                 | Championnat de France         | Champion                     | Coupe de France              | Vainqueur                    |                              |
| 1949-1950 | RC Marseille                 | Championnat de France         | Finaliste                    | Coupe de France              | 1/2 finale                   |                              |
| 1950-1951 | Toulon XIII                  | Championnat de France         | 14e                          | Coupe de France              | 1/8 finale                   |                              |
| 1951-1952 | RC Marseille                 | Championnat de France         | Finaliste                    | Coupe de France              | 1/8 finale                   |                              |
| 1952-1953 | Bordeaux XIII                | Championnat de France         | 1/2 finale                   | Coupe de France              | 1/4 finale                   |                              |
| 1953-1954 | Bordeaux XIII                | Championnat de France         | Champion                     | Coupe de France              | 1/4 finale                   |                              |
| 1954-1955 | Bordeaux XIII                | Championnat de France         | 8e                           | Coupe de France              | 1/8 finale                   |                              |
| 1955-1956 | Bordeaux XIII                | Championnat de France         | 7e                           | Coupe de France              | Finaliste                    |                              |
| 1956-1957 | RC Marseille                 | Championnat de France         | 1/2 finale                   | Coupe de France              | Vainqueur                    |                              |
| 1957-1958 | RC Marseille                 | Championnat de France         | 8e                           | Coupe de France              | 1/4 finale                   |                              |
| 1958-1959 | RC Marseille                 | Championnat de France         | 13e                          | Coupe de France              | 1/2 finale                   |                              |
| 1959-1960 | RC Marseille                 | Championnat de France         | 11e                          | Coupe de France              | 1/4 finale                   |                              |

### T
1. ↑  Bonnery 1996, p. 50.